# Олександр Нілл

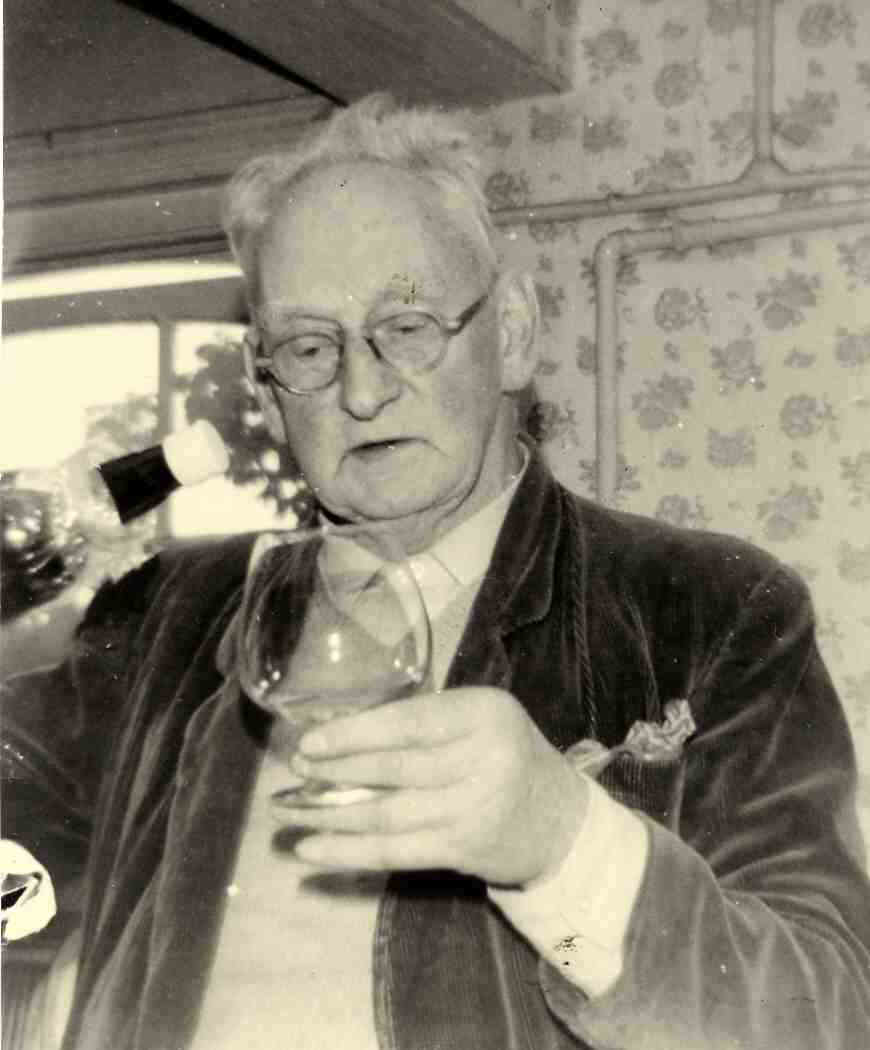
Олександр Нілл святкує свій день народження

Олександр Сазерленд Нілл (англ. Alexander Sutherland Neill; нар. 17 жовтня 1883, Форфар, Шотландія — пом. 23 вересня 1973, Суффолк, Англія) — видатний англійський педагог ХХ століття; новатор англійської освіти; засновник школи Саммерхілл.

## Діяльність
На початковому етапі Нілл, будучи послідовником Фрейда, використовував методи психоаналізу, але згодом прийшов до висновку, що дітей лікують не його психоаналітичні сеанси, як він думав, а надання дітям свободи, залучення їх до творчості, створення умов для саморегуляції ними своєї діяльності. 
Він створив спеціальну школу-лабораторію, пізніше відому як Саммерхілл (названо за місцевістю), в якій комплекси неповноцінності, які лежать в основі дитячих психозів, взагалі не утворювалися, а ті, що вже виникли до прийняття дітей до школи, знімалися.
Нілл кинув виклик авторитарній школі, де панує насилля над дитиною, жорстка дисципліна, страх і пропагував природний, вільний розвиток дитини. Нілл назвав основні категорії філософії людини: свобода, любов і щастя.